# Симакова, Мария Васильевна
Мария Васильевна Симакова (3 декабря 1934, Абашево, Чебоксарский район, Чувашская АССР — 23 января 2021, пос. Кугеси, чув. Кÿкеç, Чебоксарский район, Чувашская Республика) — советская и российская художница декоративно-прикладного искусства, народная мастерица, работающая в области чувашской национальной вышивки. Заслуженный художник Российской Федерации (2008).

## Биография
Родилась в семье простых колхозников Васильевых, в возрасте 3 лет осталась без матери, воспитывалась в семьях родственников. После окончания семилетней школы работала в колхозе «Урожай». В 1951 г. получила паспорт и переехала  в  г. Чебоксары, стала подсобником на новостройках.
В 1955—1959 гг.  трудилась на целинных землях (совхоз «Черняховский» в Акмолинской обл. Казахстана), была строителем. Там же вышла замуж за земляка Николая Симакова, выходца из русского села в Порецком районе Чувашии. Получила ряд поощрений и государственных наград за добросовестный труд.
В 1959 г. семья Симаковых вернулась в Чувашскую Республику и стала жить в деревне (ныне — поселок) Кугеси, районном центре Чебоксарского района.До 1965 г. Мария Васильевна работала в Чувашской комплексной геологоразведочной партии. 
В 1965 г. М. В. Симакова поступила на известное предприятие народных художественных промыслов — фабрику художественной вышивки «Паха тěрě» в селе Альгешево Чебоксарского района. Последовательно прошла этапы профессионального роста: была исполнителем-вышивальщицей, лаборанткой по вышивке (1972), мастером раскройного цеха (1974), мастером вышивального цеха (1975), старшим мастером (1981), художником по вышивке (1985).
В 1978—1981 гг. трудилась освобожденным председателем профкома фабрики.
В 1992—2005 гг., после выхода на пенсию, заведовала лабораторией чувашской вышивки, была ведущим методистом по декоративно-прикладному искусству в Чувашском республиканском научно-методическом центре (ныне — Чувашский республиканский Дворец культуры и народного творчества), преподавала вышивку в Университете народов Поволжья.
В последние годы жизни работала в домашней мастерской, выполняла творческие произведения и частные заказы. Скончалась 23 января 2021 в одной из поликлиник г. Чебоксары.

## Творчество
При помощи коллег, а также под руководством профессиональной художницы народного художественного промысла Е. И. Ефремовой (1914—2000), а позже - при поддержке главного художника предприятия Т.И. Петровой - М.В. Симакова стала признанным мастером искусства традиционной чувашской вышивки. Она прошла путь от простой вышивальщицы на предприятии народных промыслов до самобытного художника. В первой половине 1970-х годов была сторонницей внедрения машинной вышивки в производственный процесс, однако в своей творческой деятельности стремилась сохранять традиции ручной счетной вышивки.
Первыми самостоятельными работами Симаковой были салфетка и декоративное полотенце, которые экспонировались на выставке в ВДНХ (1972) и получили хорошие отзывы. Произведения М. В. Симаковой — скатерти, салфетки, занавеси, полотенца, декоративные панно и разнообразные предметы костюма — экспонировались на многих художественных и промышленных выставках, ярмарках, конкурсах. 
Вышитые произведения Симаковой представлены в собраниях ведущих музеев страны, в частных коллекциях в России и за рубежом. Наиболее представительные коллекции хранятся в фондах Чувашского национального музея (50 ед. хранения), Музее "Бичурин и современность", а также Музее объединения «Паха тĕрĕ» (43 ед. хранения)   Известные произведения М. В. Симаковой: полотенце «Торжественное», панно «Древо жизни», посвященное выдающимся личностям Чувашии, представительские одеяния — халаты «Шупăр».
М. В. Симакова представляла основные этапы своей творческой биографии и лучшие произведения, включая национальные костюмы, в издании альбомного типа «Чувашские узоры» (2004).
М. В. Симакова — член Союза художников России (1991).

## Звания
- Народный мастер России (1987)[источник не указан 1323 дня]
- Заслуженный работник культуры Чувашской Республики (1995),
- Заслуженный художник Российской Федерации (2008)
- Почётный гражданин Чебоксарского района (2011)

## Награды
- Медаль «За освоение целинных земель» (1957),
- Медаль «За трудовую доблесть» (1957),
- Орден Трудовой Славы III степени (1977),
- Серебряная медаль ВДНХ СССР (1987),
- Медаль «Ветеран труда» (1990),
- Медаль «За любовь и верность» (2012)
- Почетная грамота Государственного Совета Чувашской Республики. 2019.

## Основные выставки
- Первое участие на художественно-промышленной выставке — ВДНХ. Москва, 1972.
- «В краю ста тысяч вышивок». Выставка чувашского национального искусства — Государственный музей этнографии народов СССР. Ленинград, 1987.
- Персональная выставка «Чувашские мотивы в вышивке М. Симаковой». Выставочный зал Государственного Российского дома народного творчества им. В.Д. Поленова. Москва, июль 1995.
- Персональная выставка. — Чувашский национальный музей. Чебоксары, 2000.
- Персональная выставка к 70-летию со дня рождения — Чувашский государственный художественный музей. Чебоксары, 2004.
- Персональная выставка «Волшебные узоры». Чувашский национальный музей. Чебоксары, 2005.
- Персональная юбилейная выставка в Чебоксарском районном музее «Бичурин и современность». Чебоксарский р-н, пос. Кугеси, 2006.
- Персональная выставка к 75-летию со дня рождения — Чувашский государственный художественный музей. Чебоксары, 2009.
- «Искусство чувашского народа», групповая выставка художников Чувашии в галерее «Хазинэ», Казань, Татарстан. Май-июнь 2012.
- Групповая выставка художников Чувашии в Башкирском государственном художественном музее им. М. В. Нестерова. Уфа, Башкортостан. Июнь 2012.
- Персональная юбилейная выставка в Чебоксарском районном музее «Бичурин и современность». Чебоксарский р-н, пос. Кугеси, Декабрь 2014 — январь 2015.
- Персональная юбилейная выставка к 80-летию со дня рождения — Чувашский государственный художественный музей, Чебоксары. Январь-февраль 2015.
- Персональная юбилейная выставка к 85-летию со дня рождения — Чебоксарский районный музей «Бичурин и современность». Чебоксарский р-н, пос. Кугеси. 2020.
- Персональная юбилейная выставка к 85-летию со дня рождения — Музей чувашской вышивки, Чебоксары. Октябрь 2020
- Персональная юбилейная выставка к 90-летию со дня рождения — Чебоксарский районный музей «Бичурин и современность». Чебоксарский р-н, пос. Кугеси. 2024.

## Память
- Спустя 6 месяцев со дня кончины М.В. Симаковой, 23 июля 2021, в Яушском СДК Чебоксарского района Чувашской Республики состоялась торжественная презентация книги-альбома, посвященного ее жизни и творчеству.
- Именем М.В. Симаковой назван Муниципальный конкурс национального декоративно-прикладного искусства «Письменность предков — Несĕлен çырулăхĕ».